# Natalia Romero Franco
Natalia Romero Franco (Jaén, 17 de noviembre de 1988) es una atleta española. Inicialmente especializada en los 400 metros, a partir de 2015 ha competido también en 800 metros, prueba a la que se ha dedicado casi exclusivamente desde 2017. Ha competido como integrante de la selección de atletismo de España en diversas competiciones internacionales. Ha pertenecido al Club de Atletismo Unicaja durante toda su carrera.

## Palmarés

### Campeonatos de España

#### Absoluta
- Subcampeona de España Absoluta de 400 m en 2008, 2011
- Campeona de España Absoluta de 400 m en pista cubierta en 2009, 2011
- Subcampeona de España Absoluta de 400 m en pista cubierta en 2007, 2010, 2012

#### Promesa
- Campeona de España Promesa de 400 m en 2008
- Subcampeona de España Promesa de 400 m en 2009, 2010
- Campeona de España Promesa de 400 m en pista cubierta en 2008, 2009, 2010

### Campeonatos de España Universitarios
- Campeona de España Universitaria de 400 m en 2008
- Subcampeona de España Universitaria de 400 m en 2009
- Campeona de España Universitaria de 800 m en 2010

## Mejores marcas y distinciones
- Plusmarquista Absoluta de Andalucía de 800 m (2.06.60 en 2010)[1]
- Plusmarquista Absoluta de Jaén de 400 m (54.32 en 2010)[2]
- Mejor Deportista Femenina Universitaria de España 2009, 2010, 2011[3] (Universidad de Jaén)